# ان‌جی‌سی ۶۹۴۰
ان‌جی‌سی ۶۹۴۰ (انگلیسی: NGC 6940) یک خوشه باز در صورت فلکی روباهک است.  این خوشه توسط ویلیام هرشل در سال ۱۷۸۴ کشف شد. این خوشه نزدیک به یک میلیارد سال قدمت دارد و در فاصله ۲۵۰۰ سال نوری از زمین جای دارد.